# Jurij Vega
Baron Jurij Bartolomej Vega, także Veha, łac. Georgius Bartholomaei Vecha, niem. Georg Freiherr von Vega (ur. 23 marca 1754 w Zagoricy pri Dolskem, zm. 26 września 1802 w Nussdorfie) – słoweński matematyk, fizyk i oficer artylerii.